# Gaiety Theatre
Gaiety Theatre er et teater, beliggende på South King Street i Irlands hovedstad, Dublin. Det har specialiseret sig i opsætninger af operetter og musicals. Eurovision song contest 1971 blev afholdt her.
| Kunst og kultur | Spire Denne artikel om scenekunst og teater er en spire som bør udbygges. Du er velkommen til at hjælpe Wikipedia ved at udvide den. |

53°20′25″N 6°15′42″V / 53.340312°N 6.261601°V